# Powiat Milicki
Der Powiat Milicki ist ein Powiat (Kreis) in der Woiwodschaft Niederschlesien in Polen. Der Powiat hat eine Fläche von 715 km², auf der rund 37.000 Einwohner leben.

## Gemeinden
Der Powiat umfasst drei Gemeinden:
Stadt-und-Land-Gemeinde
- Milicz (Militsch)

Landgemeinden
- Cieszków (Freyhan)
- Krośnice (Kraschnitz)